# U-18-Faustball-Weltmeisterschaft der Frauen 2018
Die 7. Faustball-Weltmeisterschaft der weiblichen Jugend u18 fand vom 11. bis 15. Juli 2018 in Roxbury, New Jersey (Vereinigte Staaten) zeitgleich mit der WM der männlichen Jugend u18 statt. Die Vereinigten Staaten waren erstmals Ausrichter einer Jugend-Faustball-Weltmeisterschaft. Die deutsche Mannschaft der weiblichen U18 war nach einem 4:1-Sieg gegen Brasilien bei der Weltmeisterschaft 2016 in Nürnberg (Deutschland) Titelverteidiger.

## Teilnehmer
Insgesamt sechs Nationen von zwei kontinentalen Mitgliedsverbänden nahmen an den 7. Weltmeisterschaften der weiblichen U18 teil, Indien musste die Teilnahme kurzfristig absagen.
| Europa - Deutschland - Österreich - Schweiz | Amerika - Brasilien - Chile - Vereinigte Staaten |  |

## Spielplan
Die Vorrundengruppen wurden auf Grundlage der Ergebnisse der letzten Faustball-Weltmeisterschaft am 7. März in Linz ausgelost.
| Gruppe A    | Gruppe B           |
| ----------- | ------------------ |
| Deutschland | Brasilien          |
| Schweiz     | Österreich         |
| Chile       | Vereinigte Staaten |

### Vorrunde

#### Gruppe A
| Mittwoch, 11. Juli 2018   |   |           |             |   |         |                           |
| W1                        | 1 | 14:30 Uhr | Deutschland | – | Chile   | 3:0 (11:02, 11:04, 11:03) |
| Donnerstag, 12. Juli 2018 |   |           |             |   |         |                           |
| W7                        | 2 | 13:30 Uhr | Schweiz     | – | Chile   | 3:0 (11:06, 11:04, 11:06) |
| W8                        | 1 | 15:45 Uhr | Deutschland | – | Schweiz | 3:0 (11:04, 11:07, 11:03) |

| Pl. | Team        | Sp. | Sätze | Bälle | Pkt. |
| --- | ----------- | --- | ----- | ----- | ---- |
| 1   | Deutschland | 2   | 6:0   | 66:23 | 4    |
| 2   | Schweiz     | 2   | 3:3   | 47:49 | 2    |
| 3   | Chile       | 2   | 0:6   | 25:66 | 0    |

#### Gruppe B
| Mittwoch, 11. Juli 2018   |   |           |            |   |                    |                           |
| W2                        | 1 | 14:30 Uhr | Brasilien  | – | Österreich         | 3:0 (14:12, 13:11, 11:8)  |
| Donnerstag, 12. Juli 2018 |   |           |            |   |                    |                           |
| W5                        | 1 | 11:00 Uhr | Österreich | – | Vereinigte Staaten | 3:0 (11:05, 11:05, 11:04) |
| W9                        | 2 | 15:45 Uhr | Brasilien  | – | Vereinigte Staaten | 3:0 (11:00, 11:05, 11:04) |

| Pl. | Team               | Sp. | Sätze | Bälle | Pkt. |
| --- | ------------------ | --- | ----- | ----- | ---- |
| 1   | Brasilien          | 2   | 6:0   | 71:40 | 4    |
| 2   | Österreich         | 2   | 3:3   | 64:52 | 2    |
| 3   | Vereinigte Staaten | 2   | 0:6   | 23:66 | 0    |

### Zwischenrunde (Double Elimination)

#### 1. Runde
| Freitag, 13. Juli 2018 |   |           |            |   |                    |                           |
| DE2                    | 1 | 10:00 Uhr | Österreich | – | Chile              | 3:0 (11:04, 11:03, 11:08) |
| DE3                    | 1 | 11:15 Uhr | Schweiz    | – | Vereinigte Staaten | 3:0 (11:06, 11:04, 11:01) |

#### 2. Runde
| Freitag, 13. Juli 2018 |   |           |             |   |            |                                  |
| DE5                    | 1 | 15:00 Uhr | Deutschland | – | Österreich | 3:1 (11:08, 06:11, 11:07, 11:05) |
| DE6                    | 2 | 15:00 Uhr | Schweiz     | – | Brasilien  | 1:3 (13:11, 06:11, 09:11, 06:11) |

#### 3. Runde
| Samstag, 14. Juli 2018 |     |           |            |   |                    |                           |
| DE9                    | tbd | 10:00 Uhr | Österreich | – | Vereinigte Staaten | 3:0 (11:06, 11:04, 11:04) |
| DE10                   | tbd | 10:00 Uhr | Schweiz    | – | Chile              | 3:0 (11:07, 11:05, 11:06) |

#### Halbfinale
| Samstag, 14. Juli 2018 |     |           |             |   |            |                           |
| DE11                   | tbd | 12:30 Uhr | Deutschland | – | Schweiz    | 3:0 (11:04, 11:07, 11:04) |
| DE12                   | tbd | 12:30 Uhr | Brasilien   | – | Österreich | 3:0 (11:09, 11:09, 13:11) |

### Platzierungsspiele

#### Spiel um Platz 5/6
| Sonntag, 15. Juli 2018 |   |           |                    |   |       |                           |
| PL1                    | 1 | 10:00 Uhr | Vereinigte Staaten | – | Chile | 0:3 (08:11, 07:11, 07:11) |

#### Kleines Finale
| Sonntag, 15. Juli 2018 |   |           |         |   |            |                           |
| PL2                    | 1 | 12:30 Uhr | Schweiz | – | Österreich | 0:3 (10:12, 07:11, 09:11) |

#### Finale
| Sonntag, 15. Juli 2018 |   |           |             |   |           |                                         |
| PL3                    | 1 | 15:30 Uhr | Deutschland | – | Brasilien | 3:2 (11:06, 09:11, 07:11, 11:08, 14:12) |

## Platzierungen
| Rang | Land               |
| ---- | ------------------ |
| 1.   | Deutschland        |
| 2.   | Brasilien          |
| 3.   | Österreich         |
| 4.   | Schweiz            |
| 5.   | Chile              |
| 6.   | Vereinigte Staaten |